# Zale brevipennis
Zale brevipennis är en fjärilsart som beskrevs av Walker 1869. Zale brevipennis ingår i släktet Zale och familjen nattflyn. Inga underarter finns listade i Catalogue of Life.